# G.E. Trevelyan
Pour les articles homonymes, voir Trevelyan.
Gertrude Eileen Trevelyan, née le 17 octobre 1903 à Bath, Somerset, Angleterre  et morte le  22 février 1941 à Bath est une romancière britannique. 

## Biographie

### Famille
Le père de G.E. Trevelyan, Edward Trevelyan, déclare être rentier lors du recensement de 1911 qui montre également que la famille emploie quatre domestiques. Son seul frère, John Otto Trevelyan, meurt en bas âge en 1908. 

### Formation
G.E. Trevelyan va à l'école de Princess Helena College, alors située à Ealing et est confirmée à l'église Saint Peter d'Ealing en 1920. Elle étudie ensuite à l'université d'Oxford au Lady Margaret Hall de 1923 à 1927.
À Oxford, elle remporte le prix Newdigate de l'université d'Oxford pour un poème de 250 lignes intitulé Julia, daughter of Claudius (Julia fille de Claude). Elle est la première femme à être lauréate de ce prix de poésie. Le sujet du poème est évoqué dans le livre de John Addington Symonds, Renaissance in Italy. Lors de fouilles sur la voie Appienne en 1485, un corps parfaitement conservé d'une jeune fille d'environ 15 ans est découvert. Le corps est transporté au Capitole, où il devient l'objet d'un culte qui conduit le Pape à ordonner que le corps soit enlevé et enterré en secret. Elle déclare au Daily Mail :« Je l'ai fait pour m'amuser. » puisqu'elle avait composé peu de poésie avant le concours.

### Carrière littéraire
Après avoir quitté Oxford, G.E. Trevelyan déménage à Londres, où elle vit d'abord dans une résidence hôtelière pour femmes à Bermondsey puis à Kensington,.
Son premier roman, Appius and Virginie, est publié par Martin Secker en 1932. Tirant son titre d'une pièce de théâtre de John Webster, le livre raconte une expérience entreprise par une célibataire anglaise, Virginia Hutton, qui entreprend d'élever un orang-outan, Appius, comme un humain. Elle entraîne Appius à s'asseoir, à manger comme un humain et passe des années à essayer de le faire parler, lire et écrire. Trevelyan décrit les points de vue de Virginie et d'Appius, révélant l'incapacité des deux à se comprendre de manière significative. Dans sa critique pour The Spectator, GAL Strong décrit « Un travail d'un nouvel auteur qui est passionnant à la fois dans la promesse et la réalisation. Miss Trevelyan fait un début brillant. »  Appius and Virginia est le seul livre de G.E. Trevelyan à être publié aux États-Unis et en Angleterre.
Son deuxième roman, Hot-House, est publié par Martin Secker en 1933. Le livre s'est largement inspiré de ses expériences à Oxford, montrant une étudiante de premier cycle universitaire, Mina Cook, et ses amitiés. En relisant le livre dans le Daily Mail, Compton Mackenzie écrit: « Le tout est extrêmement bien fait et, au moment où je l'ai terminé, l'atmosphère de chaleur humide m'a fait me sentir comme une gloxinia surnourrie. ».
En 1934, Martin Secker publie As It Was in the Beginning. Le roman se passe dans une maison de retraite où une femme est allongée dans les jours précédant sa mort. Trevelyan emmène le lecteur dans ses souvenirs jusqu'au moment de sa naissance. La revue Times Literary Supplement commente ainsi : « un livre dont l'intensité est presque illisible, mais qui oblige à continuer à lire malgré un inconfort presque physique, par le jeu de l'admiration que l'on ressent pour l'ingéniosité de l'auteur et sa vision étrange des êtres humains. ».
Martin Secker publie A War Without a Hero, son plus long roman, en 1935. C'est son dernier livre avec Martin Secker. Ses critiques étaient pour la plupart négatives. Dans le Manchester Guardian, un critique écrit: « L'utilisation d'une technique moderne par laquelle des pensées secrètes sont projetées sur une page grâce à des phrases écrites à la mitrailleuse en commençant généralement par le verbe ne suffit pas à rendre crédible l'attraction mutuelle entre jeunes personnes... Miss Trevelyan laisse le lecteur sceptique. ».
Ses trois romans suivants sont publiés par Victor Gollancz.
Two Thousand Million Man-Power, publié en 1937, montre l'influence de John Dos Passos. G.E. Trevelyan y entremêle les titres des articles de journaux, des bulletins de radio et des actualités dans l'histoire d'un couple londonien, Katherine et Robert, alors qu'ils se rencontrent et se marie rapidement précoce tout en faisant face au chômage, aux soucis financiers et de maintien du statut social. En critiquant le livre pour The Guardian, Wilfrid Gibson écrit: « Le thème du livre est l'emprise de la machine moderne qui nous emporte dans son tourbillon destructeur d'âmes. ».
Theme with Variations et William's Wife sont tous deux publiés en 1938. Le premier est l'œuvre la plus expérimentale de G.E.Trevelyan, tissant le récit de trois Londoniens très différents, ne se rencontrant jamais et qui arrivent tous à une fin tragique. Dans sa critique du Times Literary Supplement, Leonora Eyles écrit: « Il y a de la pitié dans ce livre et un élément d'horreur : c'est comme si l'auteure avait regardé la nature humaine et s'était détourné avec un mélange de dégoût et de compassion de ce qu'elle a vu. Mais, comme toujours, le génie de Miss Trevelyan et sa sincérité font de son livre un livre que le lecteur ne peut mettre de côté. ». William's Wife traite d'une femme de ménage, Jane Atkins, qui, dès le jour de son mariage avec William Chirp, un marchand de légumes, est contrôlée par son avarice au point de changer son attitude et son comportement ce qui la conduit à vivre comme une recluse, glanant sa nourriture dans les déchets des marchés londoniens. Écrivant dans le supplément littéraire du Times, Eyles explique que « la portée de l'expérience humaine de Miss Trevelyan lui permet de créer la sienne tout comme un des romanciers les plus importants de notre époque, et il y a des signes dans ce dernier livre qu'elle choisit pour ses personnages des figures plus humaines et classiques qu'elle ne l'a fait auparavant. ».
Son dernier roman, Trance by Appointment, est publié par George G.Harrap en 1939. Il raconte l'histoire d'une fille de la classe populaire, Jean ayant des visions ce qui l’amène à travailler comme diseuse de bonne aventure et à se marier avec un astrologue qui corrompt progressivement ses pouvoirs. The Listener commente ainsi : « C'est une petite histoire sordide et pitoyable, racontée avec cette attention cruelle pour les détails qui caractérise l'art de Miss Trevelyan. Le roman est très circonscrit ; mais chaque touche est authentique, et, en soi, cela distingue le roman. ».
G.E.Trevelyan est blessée en octobre 1940 lorsque l'appartement de Notting Hill dans lequel elle vivait est endommagé pendant le Blitz. Elle meurt des suites de ses blessures à Bath en février 1941,

## Œuvre
Poésie
- Julia, fille de Claudius (1927)

Roman
- Appius and Virginia (1932) & (2020)
- Hot-House (1933)
- As It Was in the Beginning (1934)
- A War Without a Hero (1935)
- Two Thousand Million Man-Power (1937)
- William's Wife (1938)
- Theme with Variations (1938)
- Trance by Appointment (1939)

## Postérité de l'œuvre
G.E. Trevelyan est peu à peu oubliée après sa mort. Pendant de nombreuses années ses livres sont en rupture de stock. En 2020, cependant, son premier roman, Appius et Virginie, est réédité par Eye & Lightning Books,.